# Фервју (округ Јунион, Северна Каролина)
Фервју (енгл. Fairview, Union County) град је у америчкој савезној држави Северна Каролина.

## Демографија
По попису из 2010. године број становника је 3.324.
| Група             | 2000.    | 2010.         |
| Белци             | 0 (0,0%) | 3.221 (96,9%) |
| Афроамериканци    | 0 (0,0%) | 31 (0,9%)     |
| Азијати           | 0 (0,0%) | 11 (0,3%)     |
| Хиспаноамериканци | 0 (0,0%) | 45 (1,4%)     |
| Укупно            | 0        | 3.324         |